# Gare de Morre
La gare de Morre est une gare ferroviaire française, de la ligne de Besançon-Viotte au Locle-Col-des-Roches, située sur le territoire de la commune de Morre dans le département du Doubs en région Bourgogne-Franche-Comté.
Elle est mise en service en 2004.
C'est une halte voyageurs de la Société nationale des chemins de fer français (SNCF) desservie par des trains régionaux TER Bourgogne-Franche-Comté.

## Situation ferroviaire
Établie à 350 mètres d'altitude, la gare de Morre est située au point kilométrique (PK) 412,820 de la ligne de Besançon-Viotte au Locle-Col-des-Roches, entre les gares ouvertes de Besançon-Mouillère et de Saône.

## Histoire
La gare de Morre, halte voyageurs, est mise en service en fin d'année 2004.

## Fréquentation
La fréquentation de la gare est détaillée dans le tableau ci-dessous :
| Année     | 2015   | 2016   | 2017   | 2018   | 2019  | 2020  | 2021  | 2022  | 2023  | 2024  |
| --------- | ------ | ------ | ------ | ------ | ----- | ----- | ----- | ----- | ----- | ----- |
| Voyageurs | 11 412 | 10 325 | 10 453 | 10 191 | 8 286 | 5 818 | 3 871 | 5 988 | 6 397 | 3 526 |

## Service des voyageurs

### Accueil
C'est une halte SNCF, point d'arrêt non géré (PANG) à accès libre. Elle est équipée d'un automate pour l'achat de titres de transport TER.

### Desserte
Morre est une halte régionale desservie par des trains TER Bourgogne-Franche-Comté assurant la relation Besançon-Viotte - Valdahon, ou Morteau, ou La Chaux-de-Fonds.

### Intermodalité
Un parc pour les vélos et un parking pour les véhicules y sont aménagés.
Elle est desservie par la ligne  82  du réseau de transport en commun Ginko.

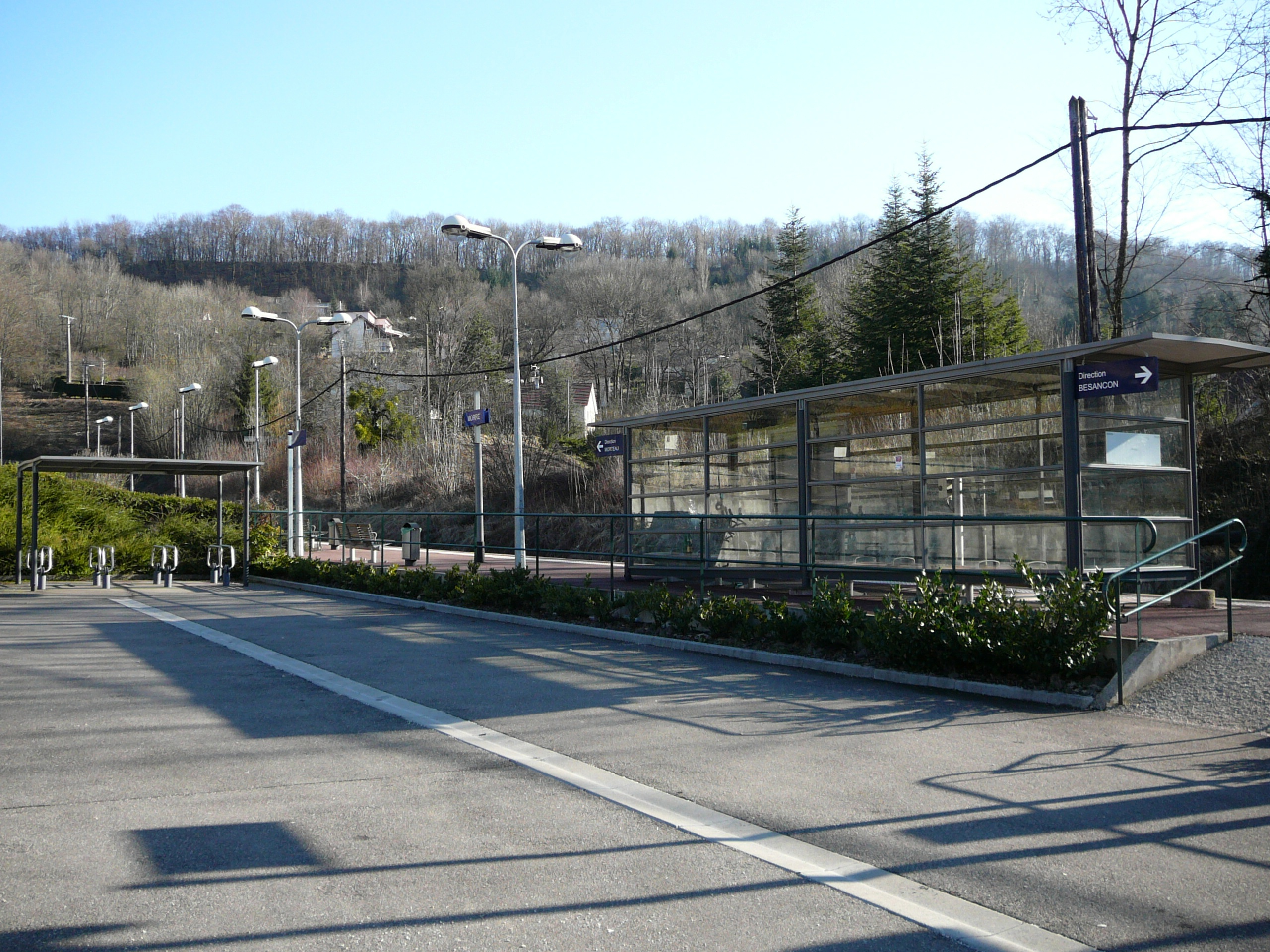
Vue de la halte depuis le parking.
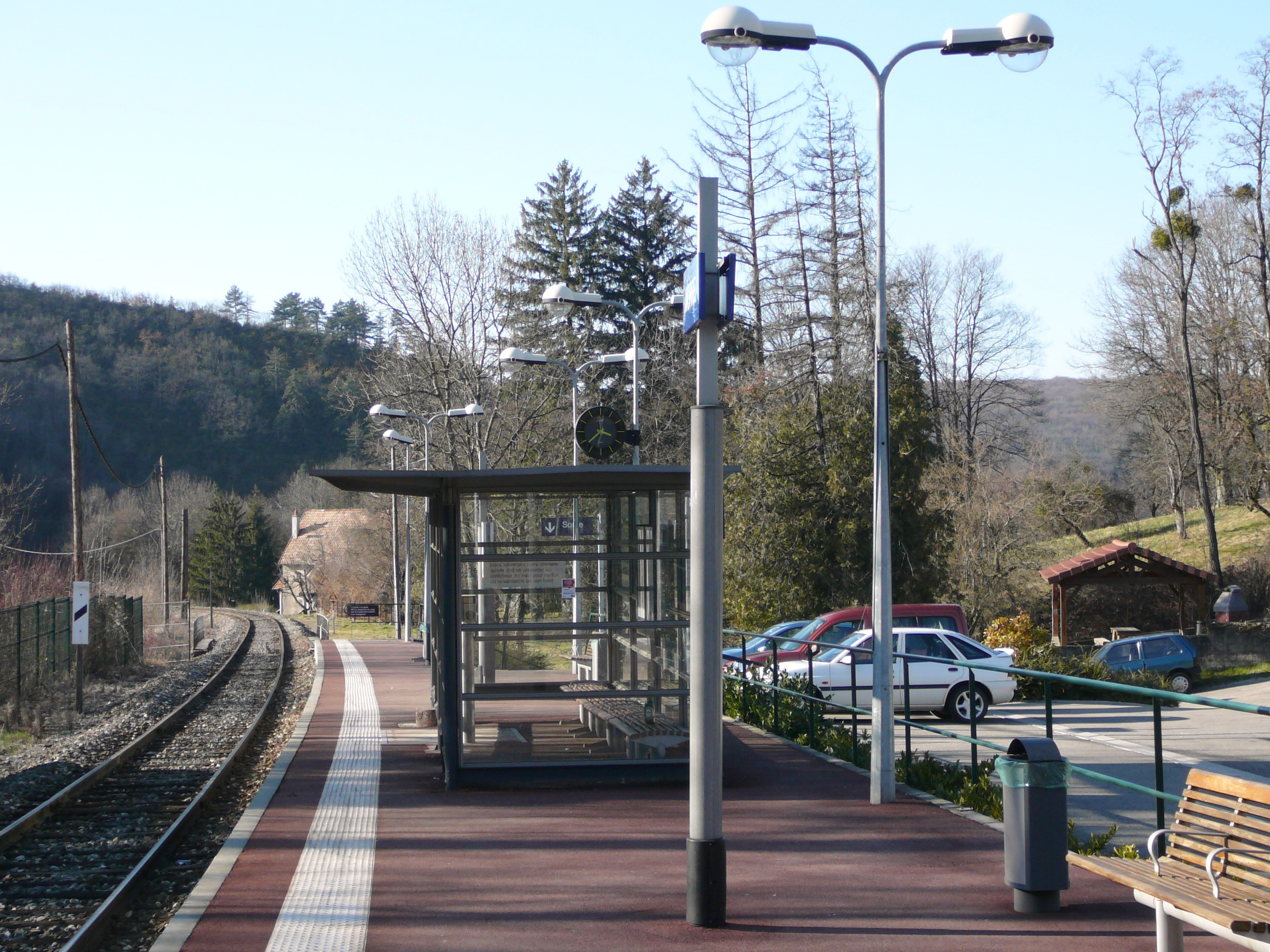
Vue de la halte en direction de Besançon.